# Powiat de Hrubieszów
Le powiat de Hrubieszów (polonais : powiat hrubieszowski) est un powiat (district) de la voïvodie de Lublin, dans le sud-est de la Pologne.
Il est né le 1er janvier 1999, à la suite des réformes polonaises de gouvernement local passées en 1998. 
Le siège administratif du powiat est la ville de Hrubieszów, seule ville du powiat, situé à environ 104 kilomètres au sud-est de Lublin (capitale de la voïvodie). 
Le district couvre une superficie de 1 269,45 kilomètres carrés. En 2006, sa population totale est de 68 822 habitants, avec une population pour la ville de Hrubieszów  de 18 617 habitants et une population rurale de 50 205 habitants.

## Division administrative
Le district est subdivisé en 8 gminy (communes) (1 urbaine et 7 rurales) :
- Commune urbaine : Hrubieszów
- Communes rurales : Dołhobyczów, Horodło, Hrubieszów, Mircze, Trzeszczany, Uchanie, Werbkowice

Celles-ci sont inscrites dans le tableau suivant, dans l'ordre décroissant de la population.
| Gmina                                                   | Type   | Supérficie (km²) | Population (2008) | Chef-lieu    |
| Hrubieszów                                              | urbain | 33,0             | 18 617            |              |
| Gmina Hrubieszów                                        | rural  | 259,2            | 10 875            | Hrubieszów * |
| Gmina Werbkowice                                        | rural  | 188,3            | 10 111            | Werbkowice   |
| Gmina Mircze                                            | rural  | 233,8            | 7 780             | Mircze       |
| Gmina Dołhobyczów                                       | rural  | 214,2            | 6 100             | Dołhobyczów  |
| Gmina Horodło                                           | rural  | 130,3            | 5 689             | Horodło      |
| Gmina Uchanie                                           | rural  | 120,8            | 5 009             | Uchanie      |
| Gmina Trzeszczany                                       | rural  | 90,2             | 4 641             | Trzeszczany  |
| * Le siège ne fait pas partie du territoire de la gmina |        |                  |                   |              |

## Démographie
Données du 30 juin 2005 :
| Description | Total  | Total | Femmes | Femmes | Hommes | Hommes |
| ----------- | ------ | ----- | ------ | ------ | ------ | ------ |
| Unité       | Nombre | %     | Nombre | %      | Nombre | %      |
| Population  | 69 240 | 100   | 35 215 | 50,86  | 34 025 | 49,14  |
| Urbain      | 18 668 | 26,96 | 9 775  | 14,12  | 8 893  | 12,84  |
| Rural       | 50 572 | 73,04 | 25 440 | 36,74  | 25 132 | 36,30  |

## Histoire
De 1975 à 1998, les différentes gminy du powiat actuel appartenaient administrativement à la Voïvodie de Zamość.

Depuis 1999, le powiat fait partie de la voïvodie de Lublin.